# European Mathematical Society

Logo della European Mathematical Society

La European Mathematical Society (EMS) è un'organizzazione europea dedicata allo sviluppo della matematica in Europa. Suoi membri sono diverse società matematiche europee, istituzioni accademiche e soci individuali.
Con frequenza trimestrale viene spedito a tutti i membri il notiziario della società (Newsletter of the European Mathematical Society) che comprende articoli in lingua inglese inerenti a vari aspetti della matematica, pubblicati in special modo da studiosi e/o docenti delle più prestigiose università europee.

## Storia
La European Mathematical Society è stata fondata nel 1990 a Madralin, località vicina a Varsavia, Polonia.

## Finalità
La EMS si propone di operare a favore dei matematici di tutti i settori impegnati nelle università, negli istituti di ricerca e in altre iniziative di educazione superiore.
Suoi obiettivi sono:
1. promuovere la ricerca matematica, sia pura che applicata,
2. assistere e consigliare di fronte ai problemi dell'educazione matematica,
3. sostenere le relazioni di ampia portata della matematica con la società,
4. promuovere le interazioni tra i matematici dei diversi paesi,
5. stabilire un senso di identità tra i matematici europei,
6. rappresentare la comunità matematica presso le istituzioni supranazionali.

## Società associate alla EMS

### Società internazionali associate
- European Consortium for Mathematics in Industry, ECMI - sito
- European Society for Mathematical and Theoretical Biology, ESMTB - sito
- Gesellschaft für angewandte Mathematik und Mechanik, GAMM (International Association of Applied Mathematics and Mechanics) - sito

### Società nazionali associate
- Österreichische Mathematische Gesellschaft - sito
- Belarussian Mathematical Society
- Belgian Mathematical Society - sito
- Belgian Statistical Society - sito
- Bosnian Mathematical Society
- Union of Bulgarian Mathematicians - sito
- Hrvatsko Matematicko Drustvo - sito
- Cyprus Mathematical Society - sito
- Czech Mathematical Society - sito
- Danish Mathematical Society - sito
- Estonian Mathematical Society - sito
- Finnish Mathematical Society - sito
- Société Mathématique de France, SMF - sito
- Societé de Math. Appl. et Industr., (SMAI) - sito
- Georgian Mathematical Union
- Deutsche Mathematiker-Vereinigung - sito
- Hellenic Mathematical Society - sito
- János Bolyai Mathematical Society - sito
- Íslenska stærðfræðafélagið - sito
- Irish Mathematical Society - sito
- Israel Mathematical Society
- Associazione per la matematica applicata alle scienze economiche e sociali, AMASES
- Società italiana di matematica applicata e industriale, SIMAI - sito
- Unione matematica italiana, UMI - sito
- Latvian Mathematical Society - sito
- Lithuanian Mathematical Society - sito
- Luxembourg Mathematical Society
- Macedonian Soc. Assoc. Math./Computer Science
- Malta Mathematical Society
- Koninklijk Wiskundig Genootschap, (Royal Dutch Mathematical Society) - sito
- Norsk Matematisk Forening, (Norwegian Mathematical Society) - sito
- Norsk Statistisk Forening, (Norwegian Statistical Association) - sito
- Polskie Towarzystwo Matematyczne, (Società Matematica Polacca) - sito
- Portuguese Mathematical Society - sito
- Romanian Mathematical Society - sito
- Romanian Society of Mathematicians
- Moscow Mathematical Society
- St. Petersburg Mathematical Society - sito
- Ural Mathematical Society
- Voronezh Mathematical Society
- Union of Slovak Mathematicians and Physicists, JSMF - sito
- Drustvo mat., fiz. in astron. Slovenije, (Slovenian Society of Mathematics, Physics, and Astronomy)
- Real Sociedad Matemática Española - sito
- Sociedad Española de Matemática Aplicada - sito
- Societat Catalana de Matemàtiques - sito
- Spanish Society of Statistics and Operations Research - sito
- Svenska Matematikersamfundet (Swedish Mathematical Society) - sito
- Swedish Statistical Society - sito
- Schweizerische Mathematische Gesellschaft, Societè Mathématique Suisse, Swiss Mathematical Society, Società Matematica Svizzera (SMG, SMS) - sito
- Kharkiv Mathematical Society
- Ukrainian Mathematical Society
- Edinburgh Mathematical Society - sito
- Institute of Mathematics and its Applications - sito
- London Mathematical Society (LMS) - sito

## Premi
Dal 1992 la società eroga ogni quattro anni un premio di 5.000 ai 10 matematici under 36 che hanno maggiormente contribuito all'avanzamento delle conoscenze. È considerato uno dei più prestigiosi riconoscimenti del settore a livello europeo ed è un predittore della Medaglia Fields. Il premio è stato vinto dai seguenti italiani: Stefano Bianchini (2004), Alessio Figalli (2012), Corinna Ulcigrai (2012), Guido de Philippis (2016), Cristiana De Filippis (2024) e Maria Colombo (2024).